# Avon (Maine)
Avon ist eine Town im Franklin County des Bundesstaates Maine in den Vereinigten Staaten. Im Jahr 2020 lebten dort 450 Einwohner in 341 Haushalten auf einer Fläche von 107,87 km².

## Geografie
Nach dem United States Census Bureau hat Avon eine Gesamtfläche von 107,87 km², von denen 107,2 km² Land sind und 0,67 km² aus Gewässern bestehen.

### Geografische Lage
Avon liegt zentral im Süden des Franklin Countys. Der Sandy River, ein Nebenfluss des Kennebec Rivers durchfließt den Norden der Town. Es gibt mehrere größere Seen auf dem Gebiet der Town, der größte ist der Mount Blue Pond im Westen der Town, ein kleinerer See ist der Day Mountain Pond im Osten der Town. Im Süden liegt der Mt. Blue State Park, in ihm liegt die höchste Erhebung der Town, der 972 m hohe Mount Blue. Die Oberfläche der Town ist hügelig.

### Nachbargemeinden
Alle Entfernungen sind als Luftlinien zwischen den offiziellen Koordinaten der Orte aus der Volkszählung 2010 angegeben.
- Norden: Phillips, 7,4 km
- Osten: Strong, 11,1 km
- Süden: Temple, 5,0 km
- Westen: Weld, 16,1 km

### Stadtgliederung
In Avon gibt es drei Siedlungsgebiete: Avon, Avon Corner und Wills Crossing (ehemalige Eisenbahnstation).

### Klima
Die mittlere Durchschnittstemperatur in Avon liegt zwischen −10,0 °C (14° Fahrenheit) im Januar und 18,9 °C (66° Fahrenheit) im Juli. Damit ist der Ort gegenüber dem langjährigen Mittel der USA um etwa 9 Grad kühler. Die Schneefälle zwischen Oktober und Mai liegen mit bis zu zweieinhalb Metern mehr als doppelt so hoch wie die mittlere Schneehöhe in den USA; die tägliche Sonnenscheindauer liegt am unteren Rand des Wertespektrums der USA.

## Geschichte
Ursprünglich wurde das Gebiet als Township No. 2 bezeichnet. Weitere Bezeichnungen waren Abbott’s Purchase oder Upper Town. Die Besiedlung startete im Jahr 1781. Erste Siedler waren zwei Kapitäne zur See, Joshua Soule und Perkins Allen.  Die Bewohner starteten im Jahr 1801 eine Petition um das Gebiet zur Town zu erheben. Sie schlugen als Namen Bilboa oder Canterbury vor. Als das Gebiet am 22. Februar 1802 inkorporiert wurde, bekam es von der Regierung des Bundesstaates den Namen Avon nach dem River Avon in England. Von dort stammte einer der Vorfahren von Kapitän Soule, George Soule, der mit der Mayflower nach Amerika auswanderte.
Im Jahr 1853 gab Avon Land an die nahe gelegene Town Strong ab.
Avon war immer eine kleine Gemeinde, in der bis 1875 nur ein paar Sägewerke vorhanden waren. Die Schulkinder besuchten benachbarte High Schools und es gab kein eigenes Postamt. 1879 erreichte die Sandy River Railroad erreichte 1879 Avon. Im Jahr 1908 wurde sie Teil der Sandy River and Rangeley Lakes Railroad. Diese wurde 1935 eingestellt.

### Einwohnerentwicklung
| Volkszählungsergebnisse – Town of Avon, Maine | Volkszählungsergebnisse – Town of Avon, Maine | Volkszählungsergebnisse – Town of Avon, Maine | Volkszählungsergebnisse – Town of Avon, Maine | Volkszählungsergebnisse – Town of Avon, Maine | Volkszählungsergebnisse – Town of Avon, Maine | Volkszählungsergebnisse – Town of Avon, Maine | Volkszählungsergebnisse – Town of Avon, Maine | Volkszählungsergebnisse – Town of Avon, Maine | Volkszählungsergebnisse – Town of Avon, Maine | Volkszählungsergebnisse – Town of Avon, Maine |
| Jahr                                          | 1800                                          | 1810                                          | 1820                                          | 1830                                          | 1840                                          | 1850                                          | 1860                                          | 1870                                          | 1880                                          | 1890                                          |
| --------------------------------------------- | --------------------------------------------- | --------------------------------------------- | --------------------------------------------- | --------------------------------------------- | --------------------------------------------- | --------------------------------------------- | --------------------------------------------- | --------------------------------------------- | --------------------------------------------- | --------------------------------------------- |
| Einwohner                                     |                                               | 304                                           | 450                                           | 745                                           | 827                                           | 778                                           | 802                                           | 610                                           | 571                                           | 439                                           |
| Jahr                                          | 1900                                          | 1910                                          | 1920                                          | 1930                                          | 1940                                          | 1950                                          | 1960                                          | 1970                                          | 1980                                          | 1990                                          |
| Einwohner                                     | 448                                           | 380                                           | 384                                           | 302                                           | 387                                           | 391                                           | 436                                           | 495                                           | 475                                           | 559                                           |
| Jahr                                          | 2000                                          | 2010                                          | 2020                                          | 2030                                          | 2040                                          | 2050                                          | 2060                                          | 2070                                          | 2080                                          | 2090                                          |
| Einwohner                                     | 504                                           | 461                                           | 450                                           |                                               |                                               |                                               |                                               |                                               |                                               |                                               |

## Kultur und Sehenswürdigkeiten

### Parks
Der Mount Blue State Park liegt mit seinem östlichen Teil auf dem Gebiet der Town Avon. Während der Weltwirtschaftskrise in den 1930er Jahren kaufte die Bundesregierung 51 Parzellen Land auf und es wurden Arbeiter eingestellt, die Straßen und Gebäude bauten. Das Gelände wurde 1955 vom US-Landwirtschaftsministerium an den Bundesstaat Maine verkauft. Heute umfasst der Park ein Gebiet von 8000 Acres (3237,5 Hektar).

## Wirtschaft und Infrastruktur

### Verkehr
Parallel zum Sandy River verlaufen im Norden die Maine State Route 4 südlich des Flusses und Maine State Route 149 nördlich des Flusses durch den Norden von Avon.
Die Bahnstrecke Farmington–Marbles führt mit einer Haltestelle durch die Town.

### Öffentliche Einrichtungen
In Avon gibt es keine medizinische Einrichtungen. Die nächstgelegenen finden sich Farmington.
Avon besitzt keine eigene Bücherei, die nächstgelegene befindet sich in Phillips.

### Bildung
Avon gehört zusammen mit Kingfield, Phillips und Strong zur Regional School Union 58/Maine School Administrative District 58.
Im Schulbezirk werden folgende Schulen angeboten:
- Mount Abram High School in Salem Township im Unorganized Territory East Central Franklin
- Kingfield Elementary School in Kingfield
- Phillips Elementary School in Phillips
- Strong Elementary School in Strong
- Spruce Mountain High School in Jay